# سفين نس
سفين نس مواليد 17 يونيو 1976 في بلجيكا، هو دراج بلجيكي. شارك في دورة الألعاب الأولمبية الصيفية.

## وصلات خارجية
- الموقع الرسمي

## روابط خارجية
- سفين نس على موقع الاتحاد الدولي للدراجات (الإنجليزية)
- سفين نس على موقع أرشيف الدراجات (الإنجليزية)
- سفين نس على موقع إحصائيات الدراجات الإحترافية (الإنجليزية)
- سفين نس على موقع CycleBase (الإنجليزية)
- سفين نس على موقع أوليمبيديا (الإنجليزية)